# Jiří Bílek
Jiří Bílek (* 4. November 1983 in Prag) ist ein ehemaliger tschechischer Fußballspieler.

## Karriere

### Vereinskarriere
Bílek begann mit dem Fußballspielen bei Sparta Prag. Im Alter von 17 Jahren wurde der Mittelfeldspieler an den damaligen Zweitligisten Spolana Neratovice ausgeliehen, um Spielpraxis sammeln zu können. In zwei Spieljahren kam Bílek auf 34 Einsätze, in denen ihm ein Tor gelang.
Im Sommer 2003 wechselte Bílek, abermals auf Leihbasis, zum Erstligisten Chmel Blšany. Dort gehörte er meist zur Startelf und kam bis Ende 2005 auf 66 Einsätze, in denen er ein Tor erzielte.

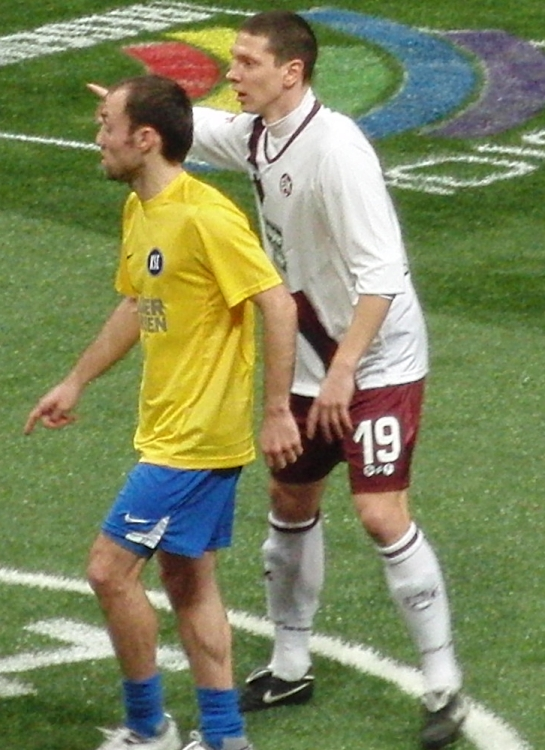
Jiří Bílek (rechts) und Aleksandre Iaschwili

Im Januar 2006 wurde Jiří Bílek von Slovan Liberec verpflichtet und konnte im Mai 2006 den Gewinn der tschechischen Meisterschaft feiern. In knapp drei Jahren kam er auf 86 Einsätze und vier Treffer. Anfang 2009 wechselte der Neffe von Michal Bílek zum deutschen Zweitligisten 1. FC Kaiserslautern. Sein Debüt für die Pfälzer gab er allerdings erst am 31. Spieltag gegen den FC Augsburg unter Interimstrainer Alois Schwartz. Zuvor war er unter Milan Šašić suspendiert worden und kam nur in der zweiten Mannschaft zum Einsatz.
Während der Saison 2009/10 wurde er zum Stammspieler und hatte seinen Anteil am Aufstieg des FCK in die Bundesliga. Bílek zeichnete sich vor allem durch seinen Kampfgeist aus und war nicht zuletzt deshalb ein beliebter Spieler bei den Fans. In der Hinrunde der Saison 2010/11 gehörte er zunächst zur Startelf, musste allerdings im Laufe der Hinrunde seinen Konkurrenten Oliver Kirch beziehungsweise Thanos Petsos weichen. Trotz Formschwankungen seiner Konkurrenten auf seiner Position wurde Bílek ab April 2011 gar nicht mehr eingesetzt und ihm schließlich in der Winterpause 2011/12 ein Vereinswechsel nahegelegt. Im Januar 2012 wechselte Bílek zu Zagłębie Lubin in die polnische Ekstraklasa.

### Nationalmannschaft
Bílek kam bisher in der tschechischen U-20- und U-21-Auswahl zum Einsatz.